# Lillian Schwartz
Lillian F. Schwartz (* 13. Juli 1927 in Cincinnati, Ohio; † 12. Oktober 2024 in Manhattan, New York) war eine US-amerikanische Künstlerin. Sie galt als eine Pionierin der Computerkunst und als eine der ersten Künstler und Künstlerinnen, deren gesamtes Werk zum Großteil auf computerbasierten Medien beruhte. Viele ihrer Projekte verwirklichte sie in den 1960er und 1970er Jahren, lange bevor Computerhard- und software allgemein zugänglich waren.

## Ausbildung und frühe künstlerische Karriere
Als junges Mädchen experimentierte sie mit gefundenen Materialien wie Schiefer, Schlamm, Stöcken und Kreide. Sie machte eine Ausbildung zur Krankenschwester während des Zweiten Weltkrieges und war in Japan stationiert, wo sie an Polio erkrankte und zeitweise gelähmt war. Um ihre Muskulatur in den Händen und Armen wieder zu stärken, lernte sie Kalligrafie bei dem Künstler Tshiro.
Nach ihrer Rückkehr in die USA begann sie mit verschiedenen Medien und Materialien zu experimentieren und fertigte Skulpturen aus Metall und Plastik an.

## Künstlerische Karriere
Im Jahre 1966 begann Schwartz mit Lichtboxen und mechanischen Geräten, wie zum Beispiel Pumpen, zu arbeiten.
Ihre kinetische Skulptur Proxima Centauri (1968), die sie zusammen mit dem Ingenieur Per Bjorn entwickelte, wurde auf der von Pontus Hultén kuratierten Ausstellung The Machine as Seen at the End of the Mechanical Age (1968) im Museum of Modern Art, New York, gezeigt. In der Ausstellung waren hauptsächlich Werke der Organisation Experiments in Art and Technology (E.A.T.), die eine Verbindung von Kunst und Technologien anstrebte z. B. durch das Zusammenbringen von Künstlern und Künstlerinnen mit Wissenschaftlern und Wissenschaftlerinnen, vertreten. Schwartz selbst war Teil dieser Gruppe.
Außerdem kam Proxima Centauri in der Serie Star Trek als Gefängnis für Spocks Gehirn zum Einsatz.
In der MoMA-Ausstellung lernte Schwartz den Forscher Leon Harmon kennen, der sie im Jahre 1968 an die AT&T Bell Laboratories (Bell Labs) brachte. Dort war sie bis 2002 tätig. Zunächst arbeitete sie hauptsächlich nachts als Gastkünstlerin, wenn die Computer nicht im herkömmlichen Gebrauch waren und erhielt keine Bezahlung. Später war sie als Beraterin für Computergrafik in den Bell Labs angestellt.
Schwartz arbeitete unter anderem mit den Ingenieuren John Vollaro und Kenneth Knowlton zusammen.
Gemeinsam mit Knowlton schuf Schwartz computer-animierte Filme. Knowlton schrieb dafür Algorithmen, die einen visuellen Output generierten. Er verwendete dafür die Programme BELFIX, EXPLOR und SYMBOLICS. Schwartz bearbeitete die computergenerierten Bilder wiederum mit analogen Techniken wie Malerei und Collagen sowie mit fotografischem Material und fügte die Bilder im Filmschnitt zusammen. Ihr analoges Vorgehen lässt sich mit späteren digitalen Bildbearbeitungsprogrammen wie Photoshop oder Final Cut Pro vergleichen.

## Werke (Auswahl)

### 1970er-Jahre: Die computer-animierten Filme
Bis 1975 gingen aus der Zusammenarbeit von Schwartz und Knowlton zehn Filme hervor: Pixillation, Olympiad, UFOs, Enigma, Googolplex, Apotheosis, Affinities, Kinesis, Alae und Metamorphosis. In den Filmen treffen analoge und digitale Techniken und Bilder, Absicht und Zufall, Chaos und Ordnung aufeinander. Außerdem erforschen sie Farb- und Geräuschwahrnehmungen.
Pixillation (1970)
Der erste Film Pixillation (1970) wurde von den Bell Labs als Demo-Film für die Möglichkeiten der Computergrafik bei Schwartz in Auftrag gegeben. Für die zweimonatige Produktion des vierminütigen Films arbeitete sie mit Wissenschaftlern der Einrichtung zusammen.
Kenneth Knowlton produzierte computergenerierte Bilder für den Film. Dafür verwendete er das für Forschungs-, Bildungs- und künstlerische Zwecke entwickelte Grafikprogramm EXPLOR (Explicit Patterns, Local Operations and Randomness), das die Manipulation von zweidimensionalen Rechtecken und Quadraten in den Farben Schwarz, Grau und Weiß erlaubte und zudem eine Zufallsoption hatte. Mit dem Mikrofilm Plotter S-C 4020 wurden die Computer-Bilder direkt auf Film übertragen, wobei dieser Prozess zwei bis drei Tage in Anspruch nahm. Schwartz schuf traditionelle Animationssequenzen von abstrakten Formen für den Film und bearbeitete das computererzeugte Bildmaterial unter anderem mit Ölfarben. Außerdem sind Mikrofotografien von Kristallen von Charles Miller im Film zu sehen. Den Soundtrack komponierte Gershon Kingsley mit einem analogen Moog-Synthesizer. Die drei Bildtypen des Films – Computerbilder, Mikrofotografien und analoge Animation – kombinierte Schwartz unter Anwendung von Farbfiltern im abschließenden Filmschnitt.

### 1984: Ein Werbefilm und -plakat für das Museum of Modern Art, New York
Mitte der 1980er Jahre erhielt Schwartz vom MoMA, New York, den Auftrag einen Werbefilm und ein Plakat für die Eröffnung der renovierten Galerieräume zu schaffen. Das Resultat waren die computer-generierte Collage Big MoMA (1984), die Werke der Sammlung des Museums in den Umrissen einer weiblichen Körperform zeigt. Der Film gewann als erste computer-generierte TV-Werbung einen Emmy.

### 1980er- und 1990er-Jahre: Die Kunstanalysen
In den 1980er- und 1990er-Jahren konzentrierte sich Schwartz auf die computergestützte Analyse traditioneller Werke der Kunstgeschichte. Die Analysen werden in kurzen Filmen gezeigt, die mithilfe computergenerierter Rekonstruktionen eine Fragestellung verfolgen.
In Mona/Leo.The Hidden MonaLisa (1984) untersucht Schwartz Leonardo da Vincis berühmtes Gemälde der Mona Lisa und argumentiert dafür, dass es sich beim Gemälde um ein verschlüsseltes Selbstporträt des Künstlers handelt.
In The Staging of the Last Supper (1989) analysiert Schwartz die Perspektive von da Vincis Abendmahls mithilfe eines dreidimensionalen Computermodells. Dieses ermöglicht die Betrachtung des Wandgemäldes von allen möglichen Positionen im Raum aus. Basierend auf der Analyse findet Schwarz heraus, dass die zentralperspektivische Bildkonstruktion kleine Fehler aufweist und die Betrachtungsposition für eine optimale zentralperspektivische Betrachtung auf einer Höhe von 4,5 Metern über dem Boden liegt. Sie kann im Raum also praktisch unmöglich eingenommen werden. Schwarz geht daher von einer prospettiva accelerata („beschleunigte Perspektive“) aus, wie sie im Theater und der Bühnenbildnerei ihre Anwendung findet. Dafür spricht die längliche und hohe Form des Raumes. Mithilfe des Computermodells ermittelt sie ausgehend von dieser Annahme die optimale Betrachtungsposition direkt rechts vorne an der Eingangstüre des Refektoriums. Von dort aus wird der Blick auf das Wandgemälde von den Händen Christi über seinen Kopf zu den gemalten Wänden geleitet, die den Bildraum in den Raum des Refektoriums übergehen lassen. Auch die weiteren dargestellten Gesten der Figuren lassen den Blick umherschweifen, wodurch Umrandungen verschwimmen und der Eindruck entsteht, als sei das Wandgemälde ein dreidimensionaler Raum und Teil des Refektoriums selbst.

## Rezeption und Ausstellungen
Im Vorwort und der Einleitung von Schwartz Buch The Computer Artist’s Handbook (1992) heben der Nobelpreisträger Arno Penzias und der Künstler und Philosoph Timothy Blinkley die herausragende Rolle der Künstlerin bei der Etablierung des Computers als künstlerisches Medium hervor.
Ihre Filme wurden unter anderem auf der Venedig Biennale und den Internationalen Filmfestspielen von Cannes gezeigt.
Für den Film The Lathe of Heaven (1980) von Ed Emshwiller war Schwartz für die Special Effects verantwortlich. Ihr Werbefilm für das MoMA gewann als erste computer-generierte TV-Werbung einen Emmy.
Schwartz’ Kunstwerke wurden im Museum of Modern Art, dem Metropolitan Museum of Art und dem Whitney Museum of American Art in New York sowie dem Moderna Museet (Stockholm), dem Centre Pompidou (Paris), dem Stedlijk Museum (Amsterdam), dem Grand Palais (Paris) und in zahlreichen Galerien und auf Kunstfestivals ausgestellt.
Zudem war Schwartz in verschiedenen Funktionen und Positionen an Universitäten und Forschungseinrichtungen wie der University of Maryland, der Rutgers University und der New York University tätig.

## Preise und Auszeichnungen (Auswahl)
- ACM SIGGRAPH 2015 Distinguished Artist Award for Lifetime Achievement in Digital Art, 2015[10]
- 28. Emmy-Verleihung, Auszeichnung Annual New York Emmy Awards, Outstanding Public Service Announcement Award for Museum of Modern Art public service announcement, 1984[11]
- Pablo Neruda Award für Poet of His People, 1978
- National Academy of Television, Arts, & Sciences, Spezialpreis für Special Effects von Enigma, 1972
- International ICOGRADA Jury Award für U.F.O.’s, 1972
- Montreal International 16mm Film Festival (heute: Festival du nouveau cinéma), Award für Enigma, 1972
- CINE Golden Eagle Award für Pixillation, 1971

## Publikationen (Auswahl)
Neben ihrer Kunst veröffentlicht Schwartz zahlreiche Artikel in Fachzeitschriften wie The Visual Computer oder Leonardo MIT Press Journal, in Sammelbänden oder im Rahmen von Symposien, in denen sie ihre künstlerische Arbeit und die Möglichkeiten des Computers als künstlerisches Medium reflektiert. Zusammen mit ihrem Sohn schrieb sie das Buch The Computer Artist’s Handbook (1992).

### Monografien
- mit Laurens R. Schwartz: The Computer Artist’s Handbook: Concepts, Techniques, and Applications. W. W. Norton, New York 1992, ISBN 978-0-393-02795-2.

### Fachbeiträge
- Computer-Aided Illusion: Ambiguity, Perspective and Motion. In: The Visual Computer 14. Nr. 2, 1998, doi:10.1007/s003710050123, S. 52–68.
- The Morphing of Mona.1986–1997. In: Computers & Graphics Special Issue. 1998.
- Computers and Appropriation Art: The Transformation of a Work or Idea For a New Creation. In: Leonardo, Band 29, Nr. 1, 1996, S. 43–49.
- The Art Historian’s Computer. In: Scientific American. April 1995.
- Piero della Francesca and the Computer: Analysis, Reconstruction, and Inheritance. In: The Visual Computer. Band 9, Nr. 4, 1993, S. 213–226.
- The Mona Lisa Identification. Evidence from a computer analysis. In: The Visual Computer, Band 4, Nr. 1, 1988, doi:10.1007/BF01901079, S. 40–48.
- The Staging of Leonardo’s Last Supper. A Computer-Based Exploration of Its Perspective. In: Leonardo. Zusatzausgabe 1988, S. 89–96.
- The Computer and Creativity. In: Transactions of the American Philosophical Society. Band 75, Teil 6, 1985, S. 30–49.
- Experimenting with Computer Animation. In: Siggraph ’84: Interdisciplinary Issues in Computer Art and Design. 1984.
- mit C. B. Rubinstein: Film-making with Computer Adapting a New Technology for Art. In: Interdisciplinary Science Reviews. Band 4, Nr. 4, 1979, S. 298–305.
- Art-Film-Computer. In: Ruth Leavitt (Hrsg.): Artist and the Computer. Harmony Books, New York 1976, ISBN 0-517-52787-1.
- The Artist and Computer Animation. In: John Halas (Hrsg.): Computer Animation. Focal Press, London und New York 1974, ISBN 0-240-50750-9.